# شهر داندرید
شهر داندرید (به سوئدی: Danderyds kommun) یک ناحیه شهرداری در سوئد است که در شهرستان استکهلم واقع شده‌است.